# Agrilus salviaphilos
Agrilus salviaphilos é uma espécie de inseto do género Agrilus, família Buprestidae, ordem Coleoptera.
Foi descrita cientificamente por Manley, 1979.